# ناثان بريان
ناثان بريان (بالإنجليزية: Nathan Bryan)‏ هو سياسي أمريكي، ولد في 1748 في الولايات المتحدة، وتوفي في 4 يونيو 1798 في نفس البلد. انتخب عضو مجلس نواب كارولينا الشمالية وانتخب عضو مجلس النواب الأمريكي.